# Новосельська сільська рада (Бурлинський район)
Новосе́льська сільська рада (рос. Новосельский сельский совет) — сільське поселення у складі Бурлинського району Алтайського краю Росії.
Адміністративний центр — село Новосельське.

## Населення
Населення — 761 особа (2019; 937 в 2010, 1257 у 2002).

## Склад
До складу сільської ради входять:
| Населений пункт    | Населення, осіб (2002) | Населення, осіб (2010) |
| ------------------ | ---------------------- | ---------------------- |
| Бігельди, село     | 152                    | 39                     |
| Новосельське, село | 1105                   | 898                    |